# Radosav Petrović
Radosav Petrović, cyr. Радосав Петровић (ur. 8 marca 1989 w Ubie) – serbski piłkarz, grający na pozycji defensywnego pomocnika.

## Życiorys

### Kariera klubowa
Jest wychowankiem klubu ze swojego rodzinnego miasta Jedinstvo Ub. W 2007 roku odszedł do FK Radnički Obrenovac. 1 lipca 2008 został piłkarzem belgradzkiego FK Partizan. W rozgrywkach Super liga Srbije zadebiutował 22 sierpnia 2008 w wygranym 3:1 meczu z Napredakiem Kruševac. W debiutanckim sezonie w najwyższej klasie rozgrywkowej zagrał w 21 meczach, w których zdobył jednego gola. Sezon 2009/2010 zakończył z ligowym bilansem 24 mecze i 7 goli. W sezonie 2010/2011 występował wraz z klubem w fazie grupowej Ligi Mistrzów. Zagrał w niej w pięciu spotkaniach. W sumie wraz z Partizanem trzykrotnie zdobył mistrzostwo Serbii. 9 sierpnia 2011 odszedł za 3,3 miliona euro do angielskiego Blackburn Rovers. Steve Kean, dyrektor Blackburn, przyznał, że o jego sprowadzenie starało się wiele klubów. W Premier League zadebiutował 20 sierpnia 2011 w przegranym 1:3 spotkaniu z Aston Villa. Do gry wszedł w 75. minucie, zastępując Mortena Gamsta Pedersena. W sezonie 2011/2012 w lidze zagrał dziewiętnastokrotnie. 22 sierpnia 2012 został sprzedany do tureckiego Gençlerbirliği SK. W tym klubie występował w latach 2012–2015. W Süper Lig rozegrał 77 mecze i zdobył 7 bramek. Po sezonie 2014/2015 trafił na zasadzie wolnego transferu do ukraińskiego Dynama Kijów. W 2016 roku odszedł za milion euro do portugalskiego Sportingu CP. Od 31 stycznia do 30 czerwca 2017 przebywał na wypożyczeniu w Rio Ave FC. W Primeira Liga po raz pierwszy zagrał 6 lutego 2017 w przegranym 1:2 meczu z CD Feirense.

### Kariera reprezentacyjna
W 2008 roku był powoływany do reprezentacji do lat 21. Pierwszy mecz dla niej rozegrał 11 października 2008 z Danią. W sumie wystąpił w niej trzykrotnie.
W seniorskiej reprezentacji zadebiutował 12 sierpnia 2009 w Pretorii w wygranym 3:1 meczu z Południową Afryką. Grał w nim do 74. minuty, po czym został zmieniony przez Antonio Rukavinę. Pierwsze spotkanie „o punkty” rozegrał 14 października 2009 w Mariampolu z Litwą. Zakończyło się ono zwycięstwem Litwinów 2:1. 1 czerwca 2010 został powołany do 23-osobowej kadry na Mistrzostwa Świata odbywające się w Południowej Afryce. Na mistrzostwach wystąpił w jednym spotkaniu – w wygranym 1:0 meczu z Niemcami, który odbył się 18 czerwca w Port Elizabeth. Do gry wszedł w 75. minucie, zastępując Zdravko Kuzmanovicia. 3 czerwca 2011 zdobył swojego pierwszego gola w reprezentacji. Miało to miejsce w przegranym 1:2 meczu z Koreą Południową w Seulu.

## Statystyki

### Klubowe
| Klub             | Sezon   | Liga  | Liga | Puchar | Puchar | Puchar ligi | Puchar ligi | Europejskie puchary | Europejskie puchary | Suma  | Suma |
| Klub             | Sezon   | Mecze | Gole | Mecze  | Gole   | Mecze       | Gole        | Mecze               | Gole                | Mecze | Gole |
| ---------------- | ------- | ----- | ---- | ------ | ------ | ----------- | ----------- | ------------------- | ------------------- | ----- | ---- |
| Partizan         | 2008/09 | 21    | 1    | ?      | ?      | –           | –           | 6                   | 0                   | 27    | 1    |
| Partizan         | 2009/10 | 24    | 7    | ?      | ?      | –           | –           | 10                  | 1                   | 34    | 8    |
| Partizan         | 2010/11 | 25    | 9    | 5      | 0      | –           | –           | 11                  | 0                   | 41    | 9    |
| Suma             | Suma    | 70    | 17   | 5      | 0      | 0           | 0           | 27                  | 1                   | 102   | 18   |
| Blackburn Rovers | 2011/12 | 19    | 0    | 1      | 0      | 4           | 0           | –                   | –                   | 24    | 0    |
| Suma             | Suma    | 89    | 17   | 6      | 0      | 4           | 0           | 27                  | 1                   | 126   | 18   |

- Źródło: Radosav Petrovic, [w:] baza Transfermarkt (zawodnicy–podsumowanie występów) [dostęp 2011-11-16].

### Reprezentacyjne
| Serbia |       |      |
| Rok    | Mecze | Gole |
| 2009   | 4     | 0    |
| 2010   | 9     | 0    |
| 2011   | 12    | 1    |
| 2012   | 2     | 0    |
| Suma   | 27    | 1    |

## Styl gry
Petrović jest prawonożnym piłkarzem, który nominalnie występuje na pozycji defensywnego pomocnika. Na stronie reprezentacija.rs przedstawiany jest jako piłkarz z dobrym przeglądem gry i doskonałą techniką. Dysponuje celnością pozwalającą na oddawanie precyzyjnych strzałów z dystansu. Jego cechą charakterystyczną jest siła w tzw. pojedynkach jeden na jeden.

## Sukcesy
- Mistrzostwo Serbii (3)[17]: 2009, 2010, 2011
- Puchar Serbii (2)[17]: 2009, 2011